# Max Friz
Max Friz (Urach, 1883 – Tegernsee, 1966) è stato un ingegnere meccanico tedesco specializzato nella progettazione di motori.
Grazie alle sue capacità ed ai suoi contributi in sede progettuale è stato uno dei fautori che ha portato, nel 1917, alla fondazione della Bayerische Motoren-Werke AG (BMW).

## Biografia
Poco si sa della giovinezza di Max Friz, se non che nel 1898, all'età di 15 anni ha esordito nel mondo della meccanica motoristica presso un'azienda specializzata in motori a vapore sita a Canstatt, nei pressi di Stoccarda.

Nel 1902 ha iniziato a frequentare il locale istituto Royal Building Trade School, dove ha potuto affinare la sua inclinazione verso la meccanica motoristica e le sue doti ingegneristiche.

A partire dal 1906 venne assunto dalla Daimler-Motoren-Gesellschaft, dove si mise in luce per il suo talento nel settore, dando tra l'altro un grosso contributo allo sviluppo ed alla realizzazione dei motori da competizione utilizzati nel 1914 sulle Mercedes che vinsero il Gran Premio di Francia.

Decisiva anche la sua collaborazione con la Austro-Daimler, sezione austriaca della Daimler, dove tra il 1912 ed il 1913 progettò uno dei primi motori aeronautici tedeschi.

Durante la prima guerra mondiale, la Austro-Daimler continuò a lavorare, ma Friz cominciò a trovarsi sempre peggio in quell'ambiente, perché i suoi superiori spesso ignoravano le sue idee e le sue proposte. Cominciò a prendere contatti con la Rapp Motorenwerke, che inizialmente declinò la richiesta di assunzione di Friz, ma in seguito lo accolse ad entrare nell'azienda bavarese.

Appena arrivato alla Rapp Motorenwerke, Friz vide che poteva dar spazio alle sue idee e nel giro di poche settimane dal suo arrivo progettò un nuovo motore aeronautico, tecnicamente all'avanguardia (per l'epoca) e superiore a qualunque altro motore aeronautico di quel periodo.

## Motori aeronautici

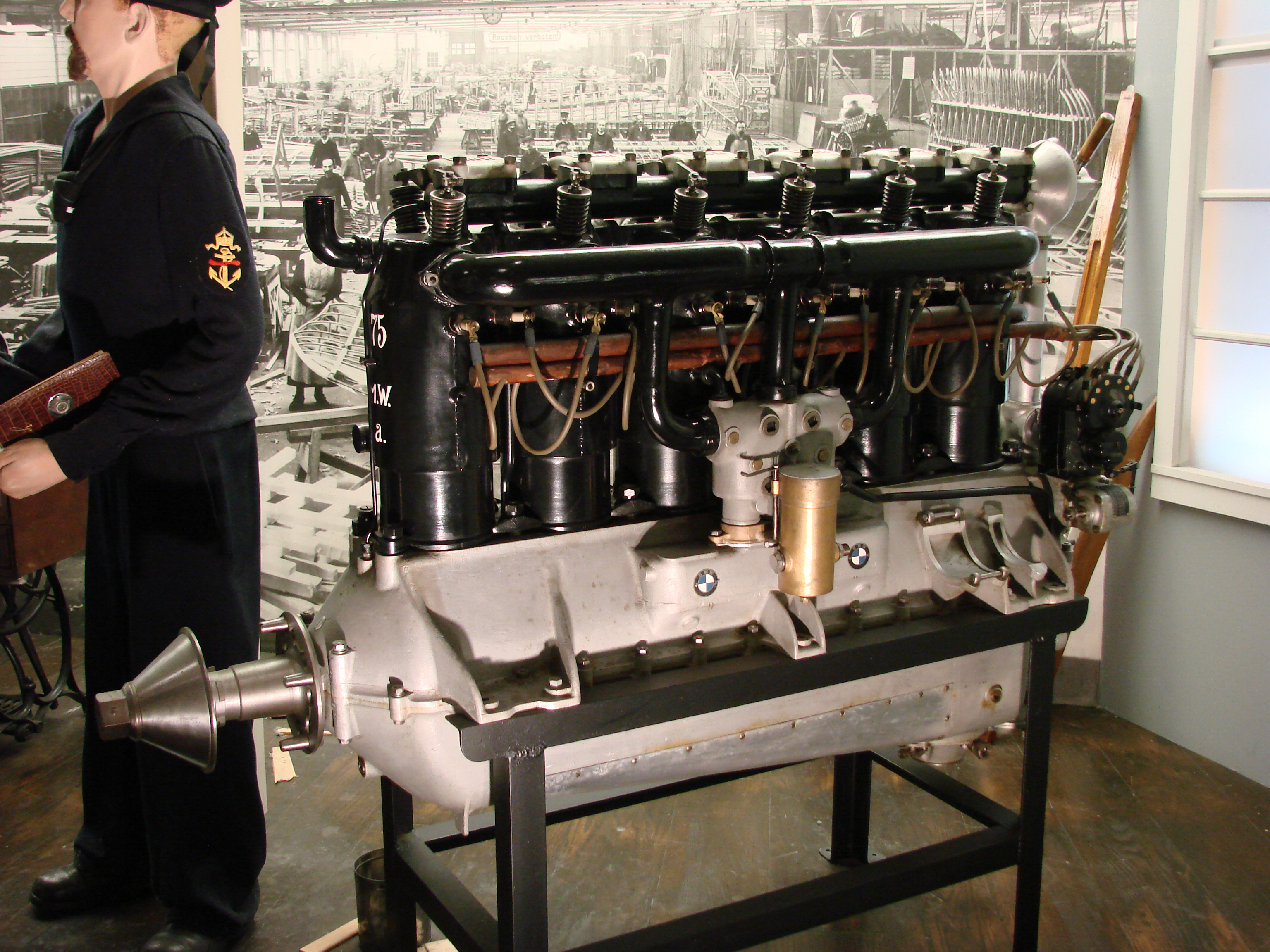
Il BMW IIIa progettato da Max Friz

Tale motore rimase però inizialmente allo stadio di progetto, perché la Rapp dovette affrontare un clima di scetticismo generale da parte dei committenti e della stessa autorità tedesca. Sembrò addirittura che la Rapp sarebbe stata destinata a svolgere un compito di produzione su licenza Daimler, ma quando furono ripresi i progetti di Max Friz, assai innovativi, ogni dubbio venne fugato e la Rapp fu riconosciuta come un costruttore aeronautico di alto livello. All'atto della messa in produzione di questo motore, la Rapp Motorenwerke cambiò però il suo nome in Bayerische Motoren Werke, meglio conosciuta come BMW. Tale motore venne quindi prodotto come BMW IIIa. La raffinatezza di tale motore stava nell'utilizzo di geniali accorgimenti tali per cui questo motore poteva funzionare a quote più alte senza dare problemi.

Tale tecnologia fu adottata anche sui motori aeronautici BMW che seguirono: nel 1919, già dopo la fine del conflitto, un aereo dotato di un propulsore BMW IVa raggiunse la quota di 9.760 m.

Tali meriti valsero a Max Friz la promozione a direttore di progetto. In questa veste, Friz continuò a lavorare per la BMW, realizzando altri validi motori aeronautici che contribuirono a rinforzare la reputazione della Casa bavarese in tale campo.

## Motori motociclistici

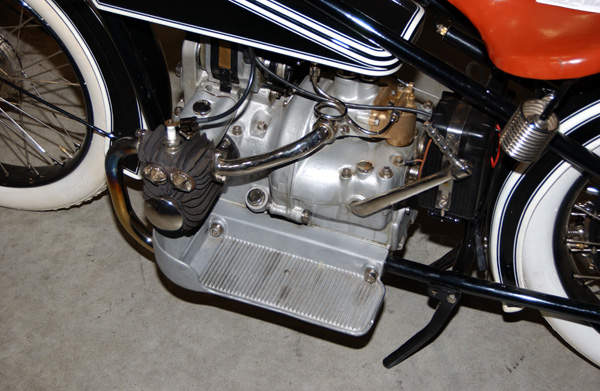
Il boxer della BMW R32

Alla fine della Prima Guerra Mondiale, però, la domanda di motori aeronautici calò sensibilmente, per cui la BMW dovette trovare altri campi di applicazione motoristica per poter andare avanti.

Tale campo di applicazione venne trovato nel settore motociclistico. Tra il 1921 ed il 1922, Friz, partendo da un progetto della Douglas, azienda motociclistica inglese, ideò in collaborazione con Martin Stolle il BMW M2 B15, un motore bicilindrico boxer, che sarebbe stato il capostipite di tutti i successivi boxer motociclistici BMW e che ha avuto la particolarità di essere utilizzato anche come motore aeronautico. Tale architettura di motore, utilizzato sia sulla BMW R32, prima motocicletta della Casa bavarese, sia su altre moto di altri marchi, dimostrò la validità del progetto Douglas e confermò ancora una volta le valenti doti ingegneristiche di Max Friz. Tra l'altro il motore M2 B15 utilizzava soluzioni avveniristiche per l'epoca, come le testate in lega leggera e la lubrificazione a carter secco.

## Motori automobilistici
La carriera di Max Friz conobbe altre enormi soddisfazioni, come la nomina a direttore generale della sede di Monaco nel 1934. Nel 1937 venne trasferito ad Eisenach, dove ricoprì lo stesso compito e prese anche a supervisionare lo sviluppo e la realizzazione dei motori automobilistici.

Con lo scoppio della seconda guerra mondiale, la produzione di motori aeronautici subì nuovamente una forte impennata e Max Friz si occupò anche di tale settore.

## Fine carriera
Nel 1945, con la fine del conflitto, la BMW estinse definitivamente la produzione di motori aeronautici e Friz si ritirò dalla professione.

Nel 1954 ricevette la laurea ad honorem per i suoi meriti ingegneristici.

Morì a Tegernsee nel 1966.